# ساکاوم

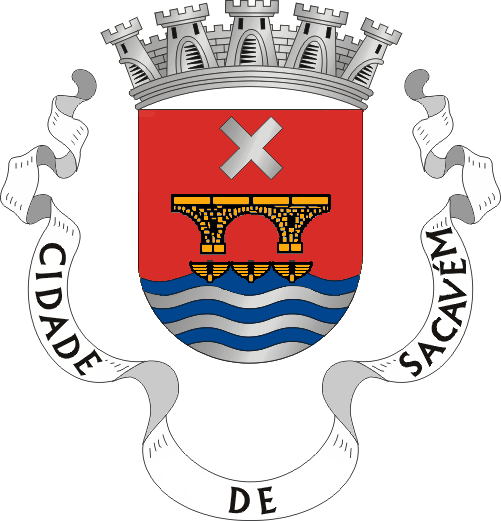
نشان شهر ساکاوم پرتغال

ساکاوم یکی از شهرهای کشور پرتغال است.